# Sky Replay
Sky2 — второй британский телеканал частной телекомпании Sky, вещающий с 2002 года. Запускался в 1996 году, после почти года вещания и низких рейтингов был закрыт, однако спустя 5 лет вернулся на британские телеэкраны. Аудиторию телеканала составляют юноши и молодые мужчины, сетку телевещания составляют научно-фантастические телесериалы и экстремальные телешоу.

## История

### Первый запуск
1 сентября 1996 года телекомпания British Sky Broadcasting, которая была воодушевлена успехом телеканала Sky One, запустила ещё один канал в составе оригинального пакета из The Computer Channel и Sky Scottish. Этим каналом стал Sky2. Вещание его началось ночью под основную тему сериала «Секретные материалы». Основу сетки вещания составляли преимущественно новые телесериалы: «Зена — королева воинов», «Профит», «Тек-война», «Мелроуз Плейс». Тогда же впервые на экранах была продемонстрирована цифровая графика. Однако по популярности Sky2 безнадёжно проигрывал своему старшему товарищу в лице Sky1 и через год был закрыт.

### Второй запуск
2 декабря 2002 года состоялось возрождение телеканала: Sky One Mix был запущен в тот день, затем был переименован в Sky Mix в 2004 году, а в 2005 году получил название Sky Two (31 августа 2008 года название приобрело современный вид Sky2). 1 февраля 2011 года с началом нового телесезона Sky изменил оформление своих телеканалов вместе с логотипами.

## Сетка вещания
Основу сетки телевещания составляют научно-фантастические («Футурама», «Звёздные врата» и «Звёздный путь: Энтерпрайз») и драматические телесериалы («Кости»), а также реалити-шоу «Road Wars», «Street Wars», «Hello Goodbye» и многие другие. С недавнего времени Sky2 показывает серии мультсериала «Симпсоны». Фактически Sky2 выполняет роль вспомогательного развлекательного телеканала и показывает уже проверенные и испытанные на Sky1 телесериалы и телешоу. На частоте работы Sky2 показывают и упрощённую версию Sky3 в записи.